# Плоская (приток Моломы)
Плоская — река в России, протекает в Кировской области. Устье реки находится в 218 км по левому берегу реки Молома. Длина реки составляет 17 км.
Исток реки в лесах в 44 км к юго-западу от посёлка Мураши. Верховья в Мурашинском районе, основное течение в Опаринском. Река течёт на юго-запад по ненаселённому лесу, впадает в Молому ниже села Шадрино (Стрельское сельское поселение).

## Данные водного реестра
По данным государственного водного реестра России относится к Камскому бассейновому округу, водохозяйственный участок реки — Вятка от города Киров до города Котельнич, речной подбассейн реки — Вятка. Речной бассейн реки — Кама.
По данным геоинформационной системы водохозяйственного районирования территории РФ, подготовленной Федеральным агентством водных ресурсов:
- Код водного объекта в государственном водном реестре — 10010300312111100035485
- Код по гидрологической изученности (ГИ) — 111103548
- Код бассейна — 10.01.03.003
- Номер тома по ГИ — 11
- Выпуск по ГИ — 1